# Emléktáblák Kőszegen
Kőszeg szócikkhez kapcsolódó képgaléria, mely helyi, országos vagy nemzetközi hírű személyekkel, valamint épületekkel, műtárgyakkal, helynevekkel és eseményekkel összefüggő emléktáblákat tartalmaz.

## Galéria

### Emléktáblák

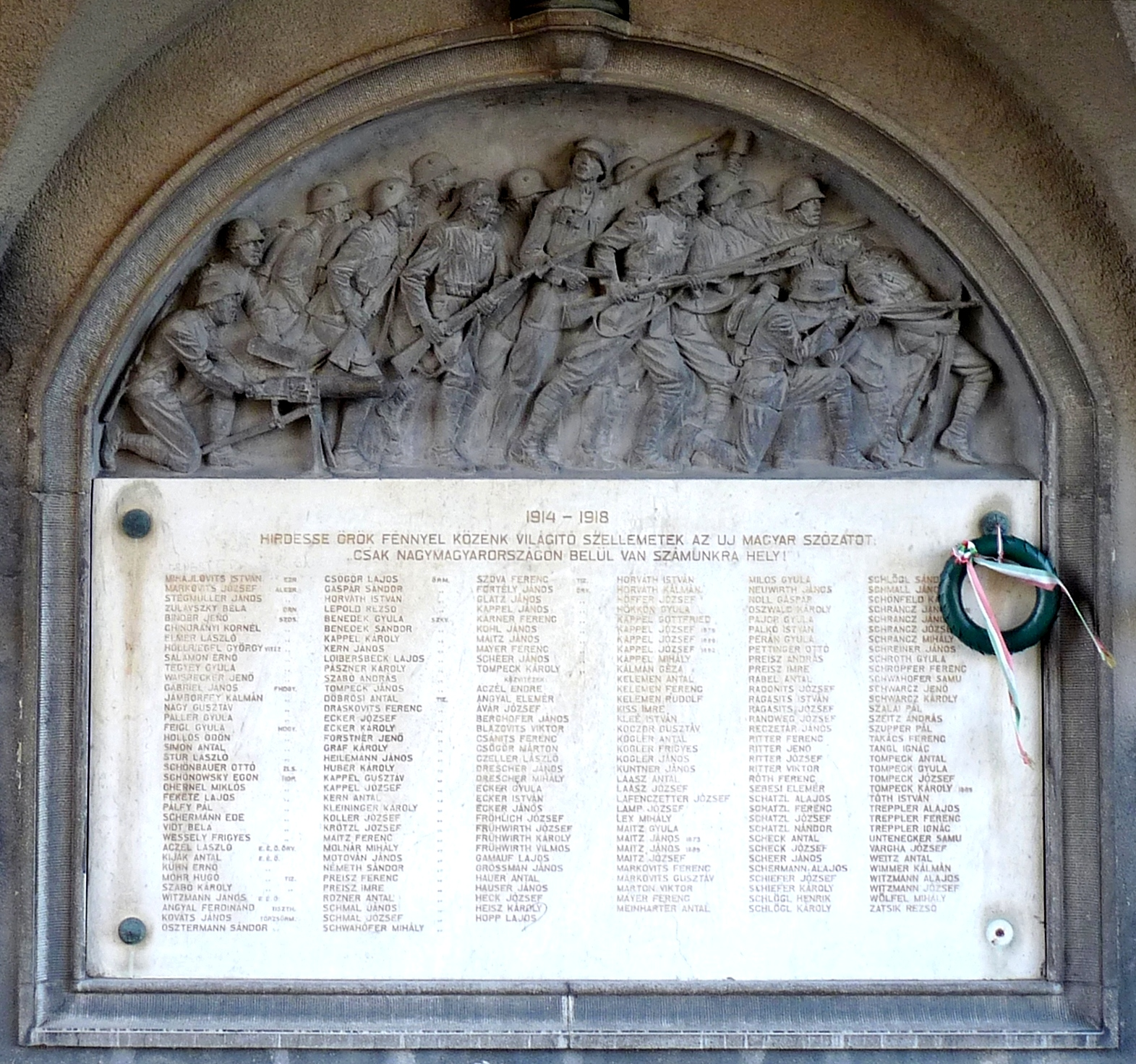
1. világháború halottai, Jurisics tér 6. alkotó: Mayer Sándor
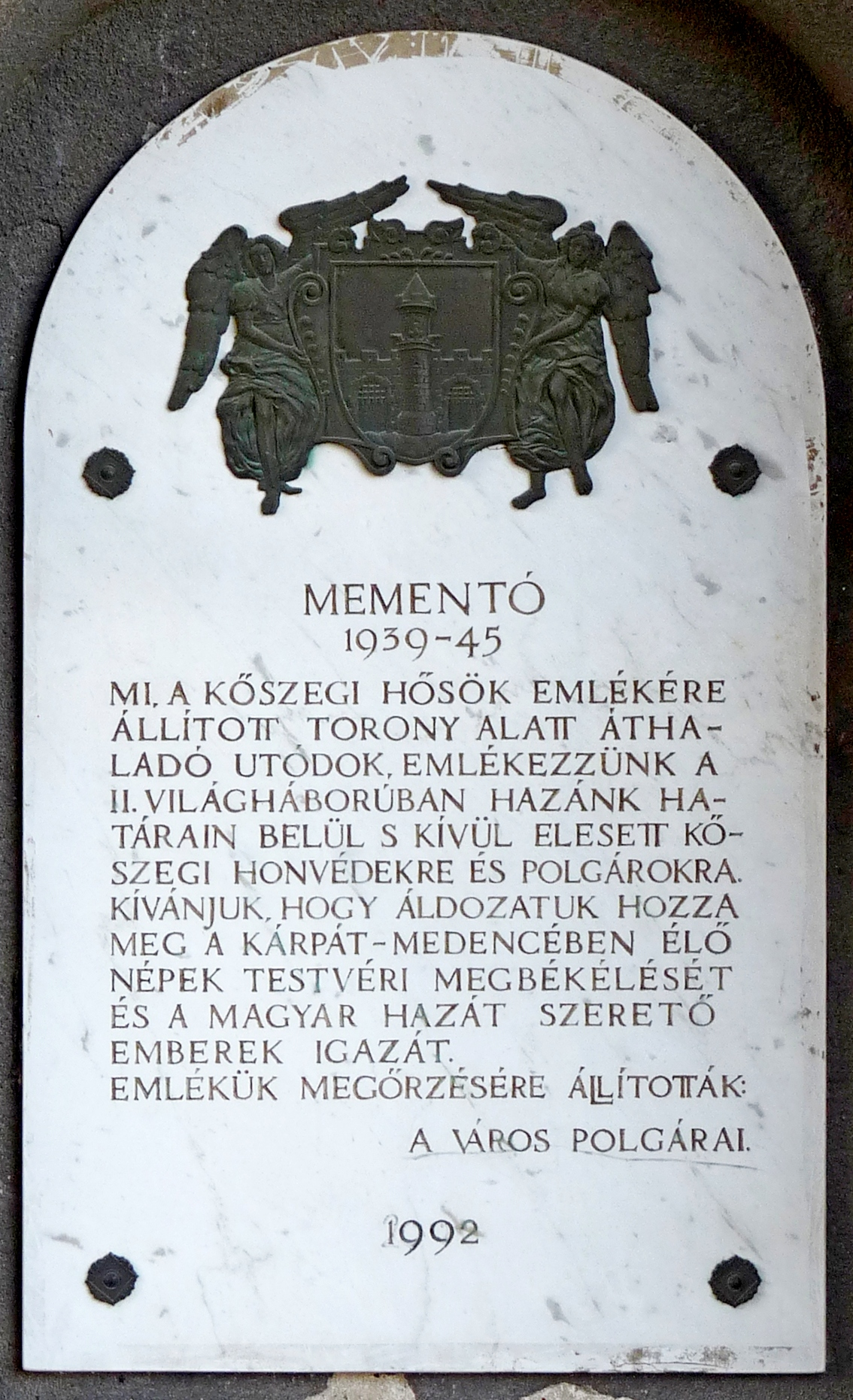
2. világháború halottai, Jurisics tér 6. alkotó: Tornay Endre András
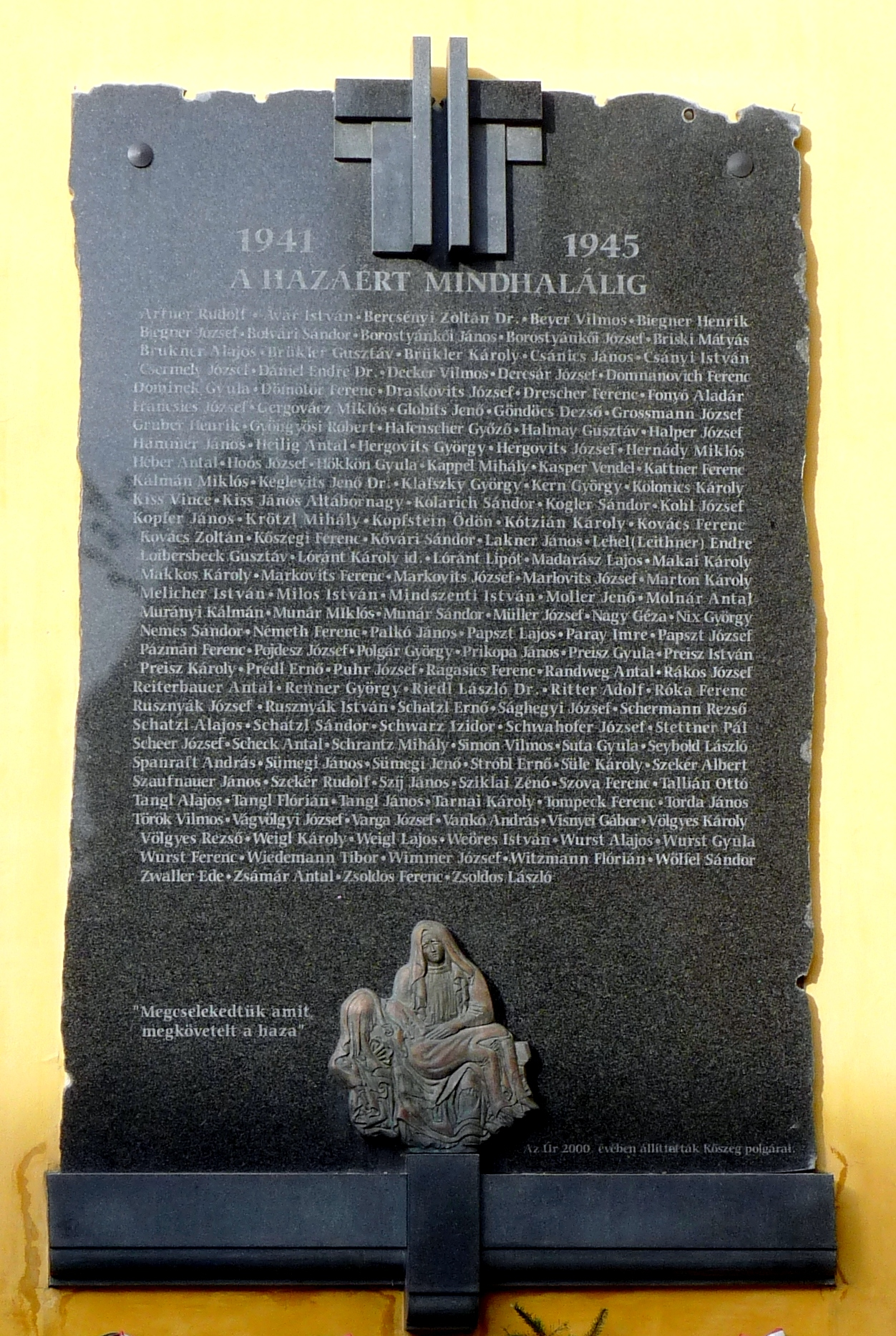
2. világháború halottai, Rajnis utca 2. alkotó: Tornay Endre András
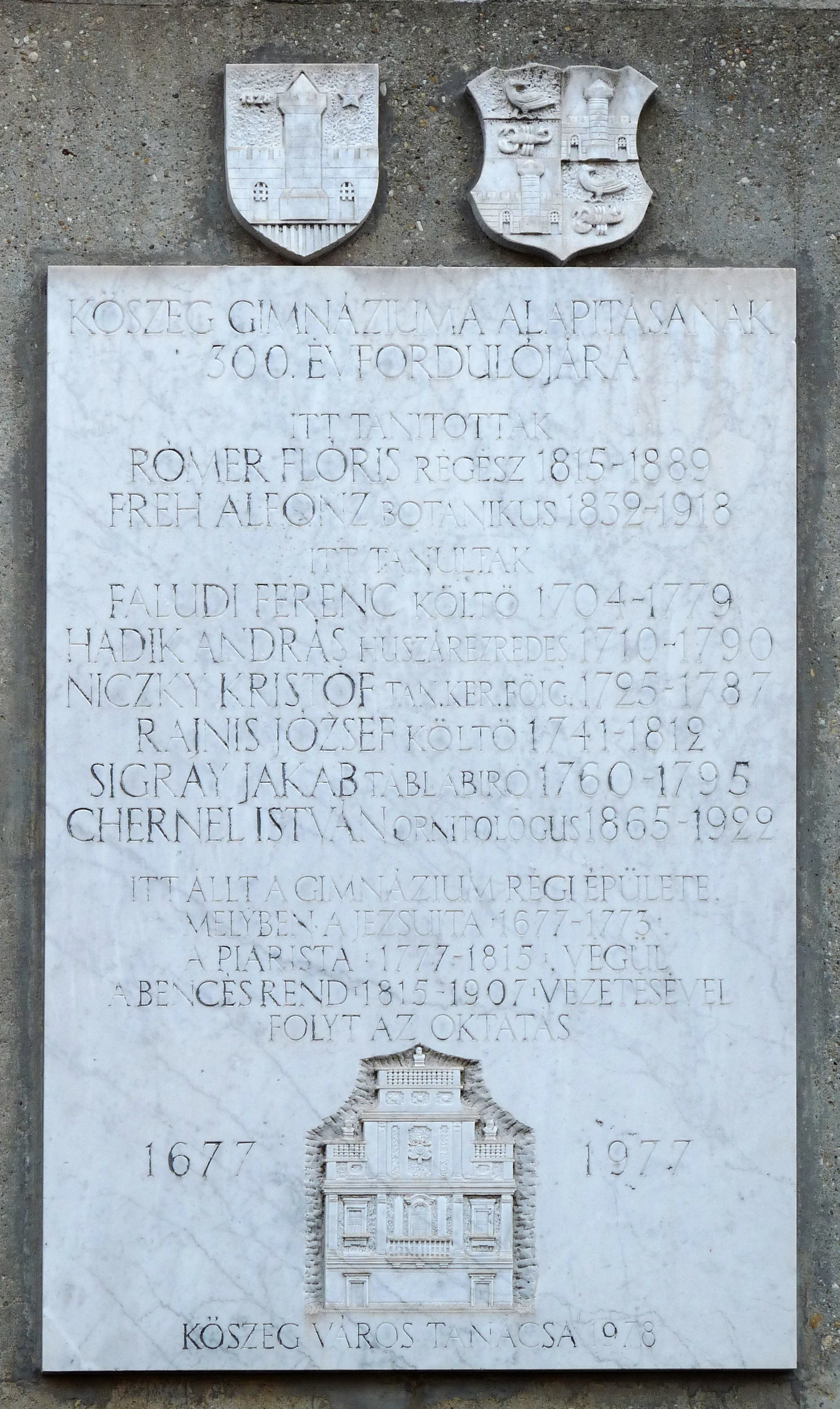
300 éves gimnázium, Schneller István utca
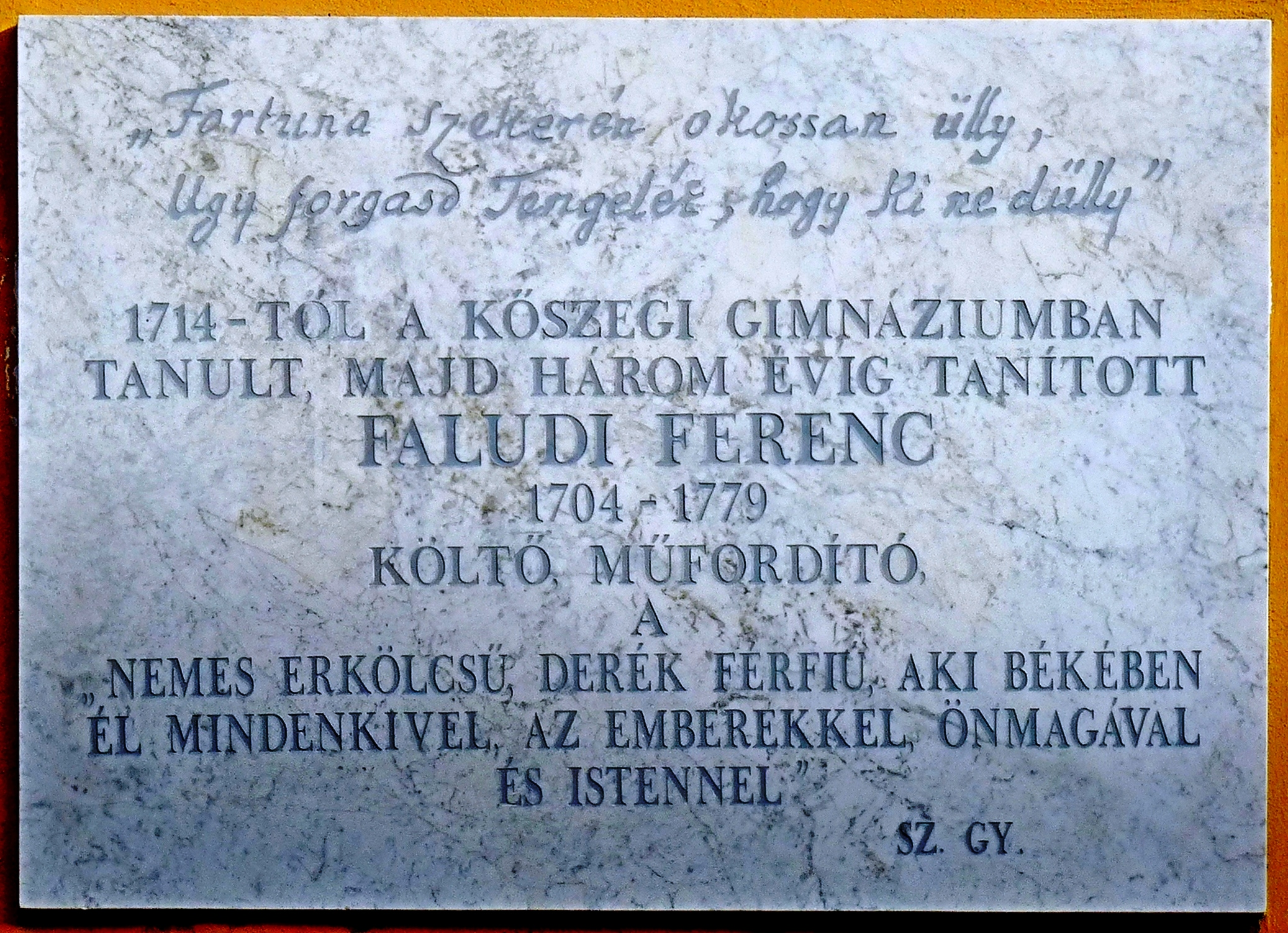
Faludi Ferenc, Jurisics tér 8.
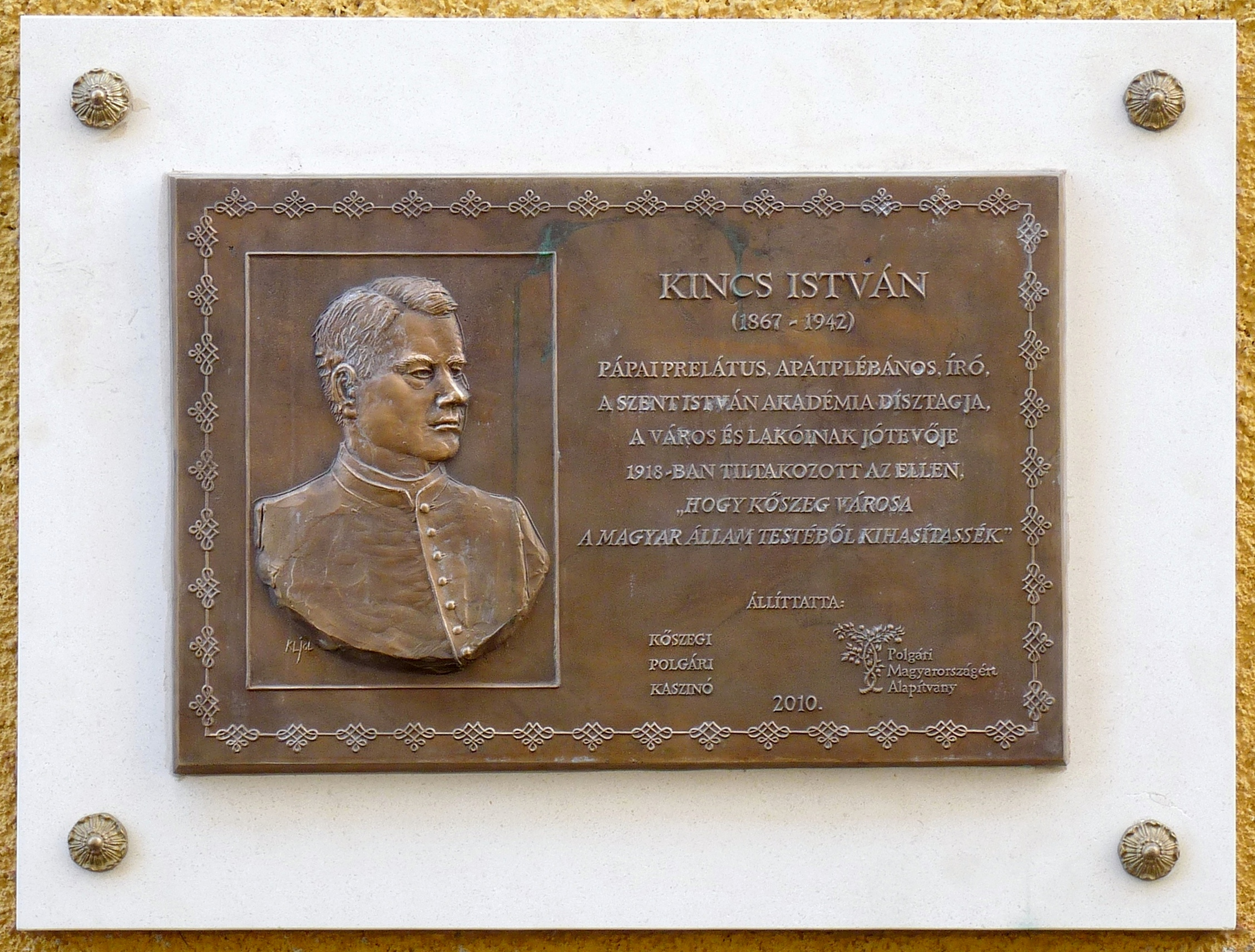
Kincs István, Kincs István köz alkotó: Kligl Sándor
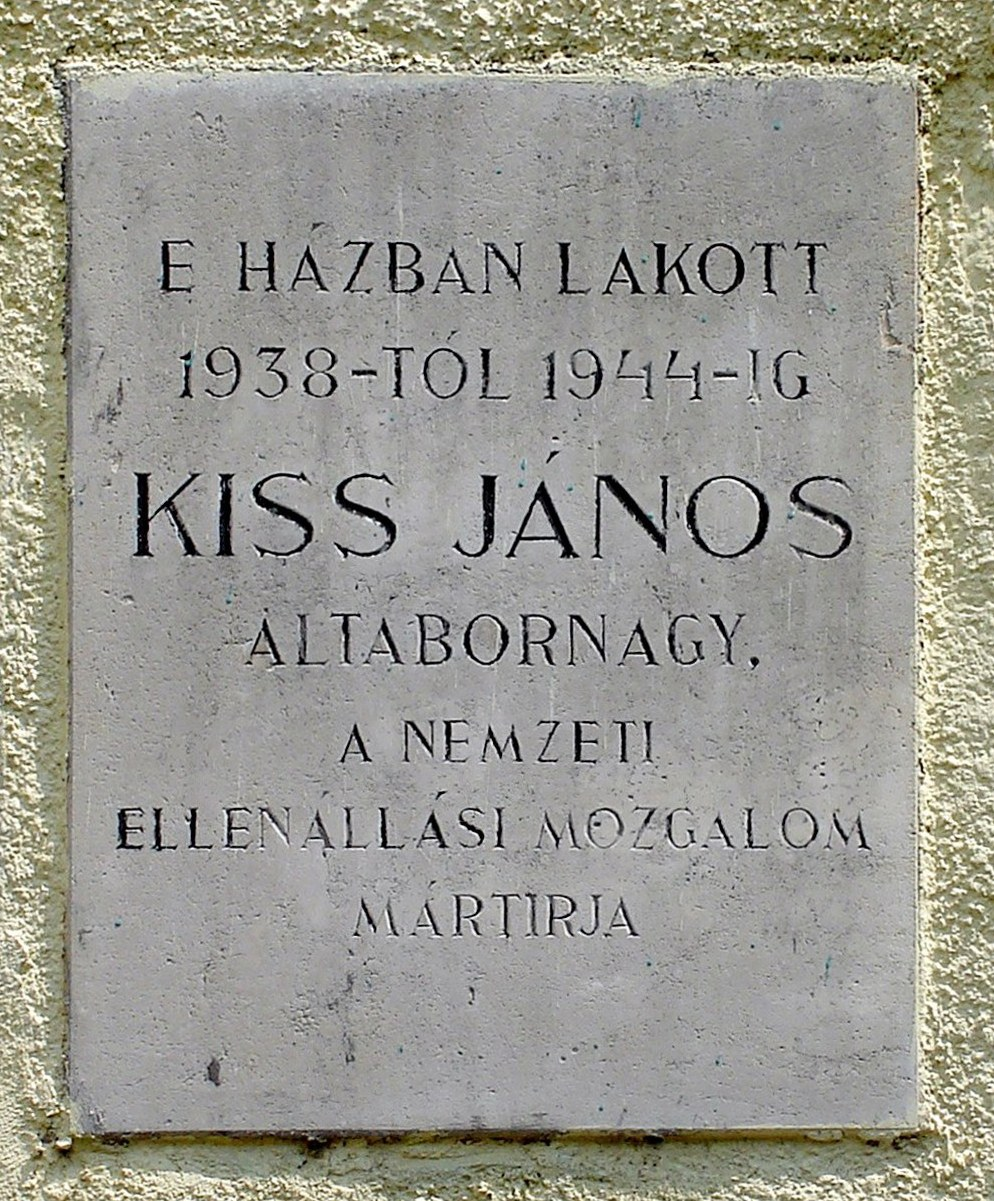
Kiss János altábornagy, Bajcsy-Zsilinszky utca 18.
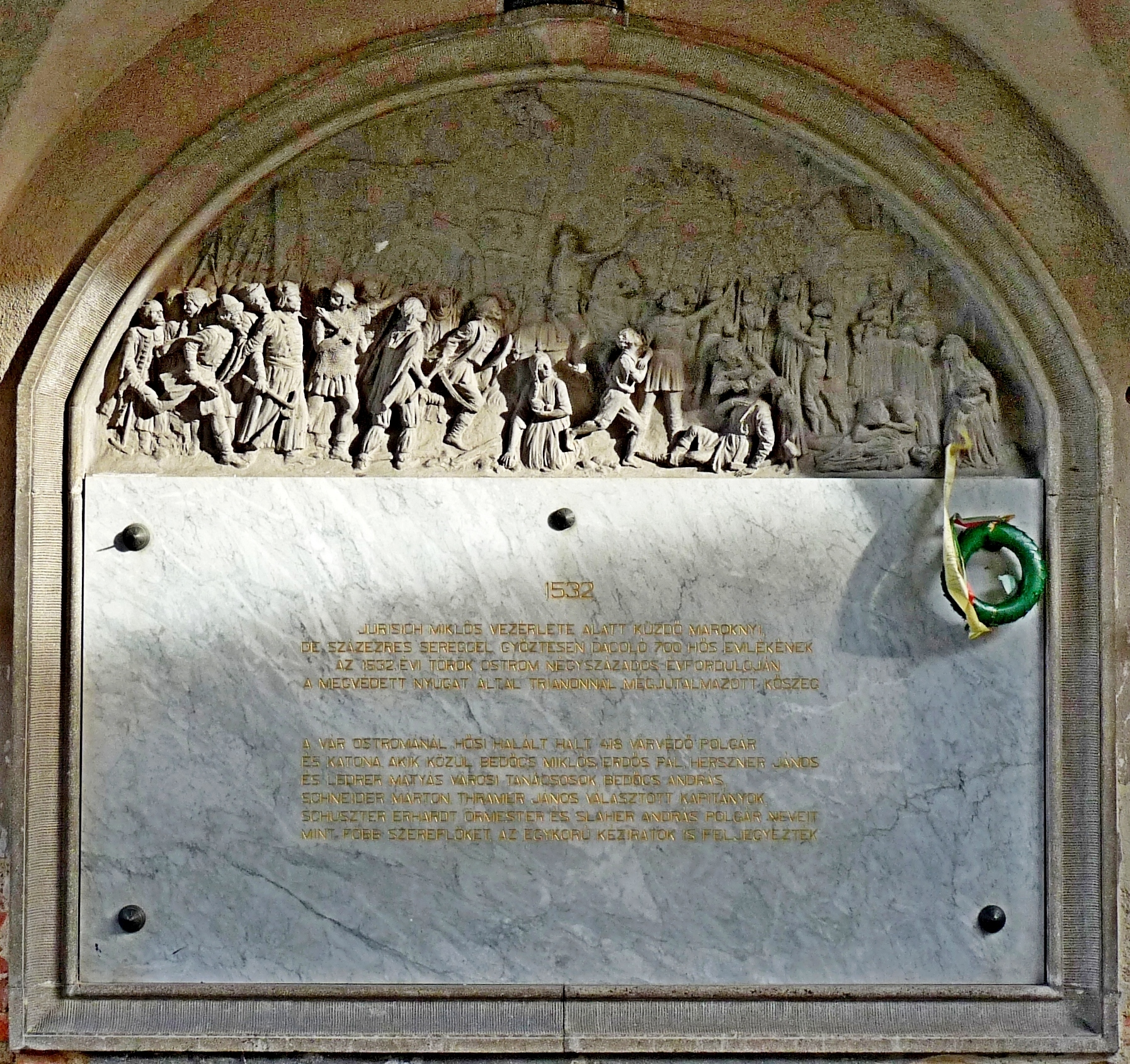
a kőszegi vár ostromának 400. évf., Jurisics tér 6. alkotó: Mayer Sándor, Kugler János
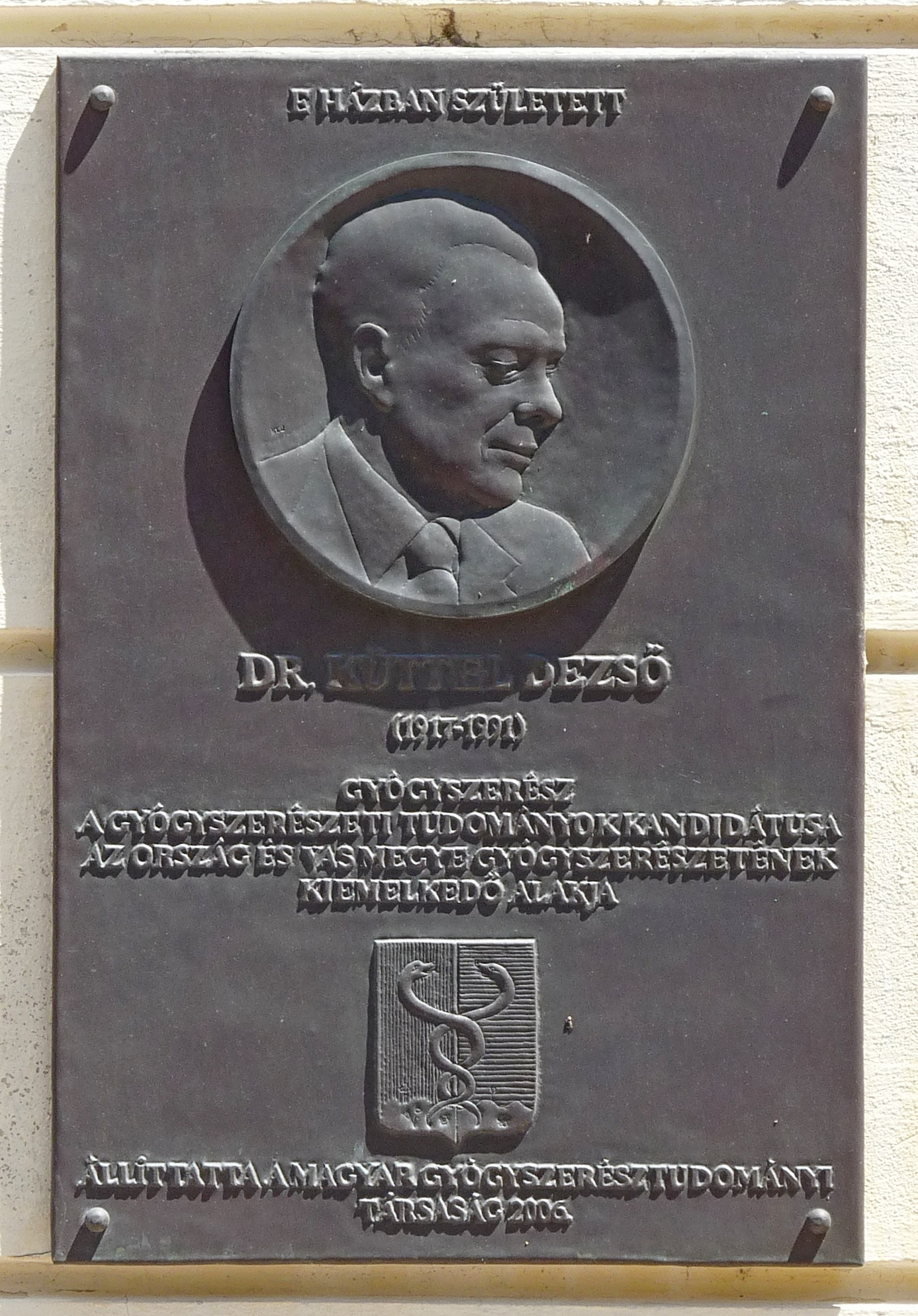
Küttel Dezső, Rákóczi Ferenc utca 3. alkotó: Kodolányi László
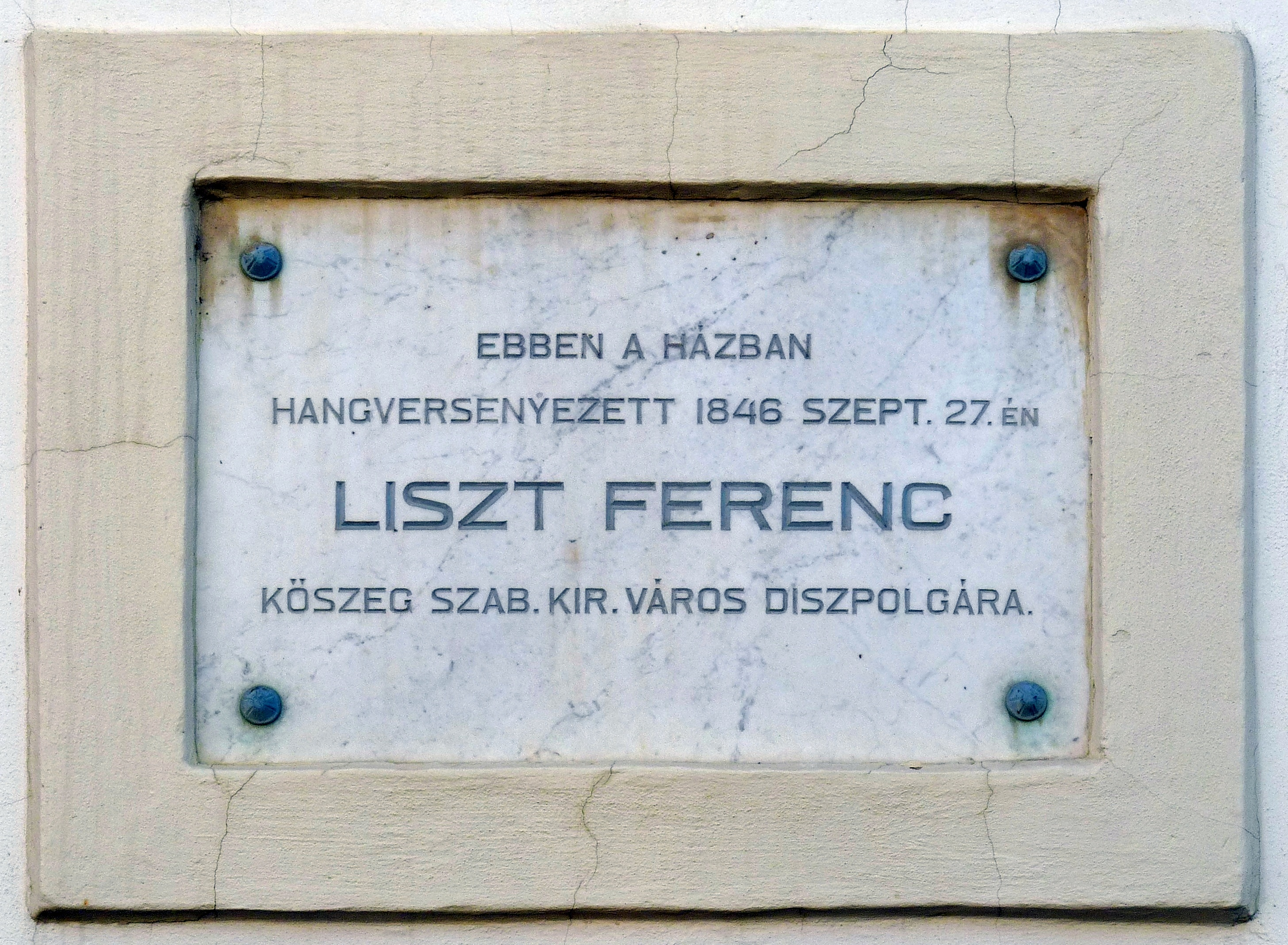
Liszt Ferenc, Schneller István utca 2.
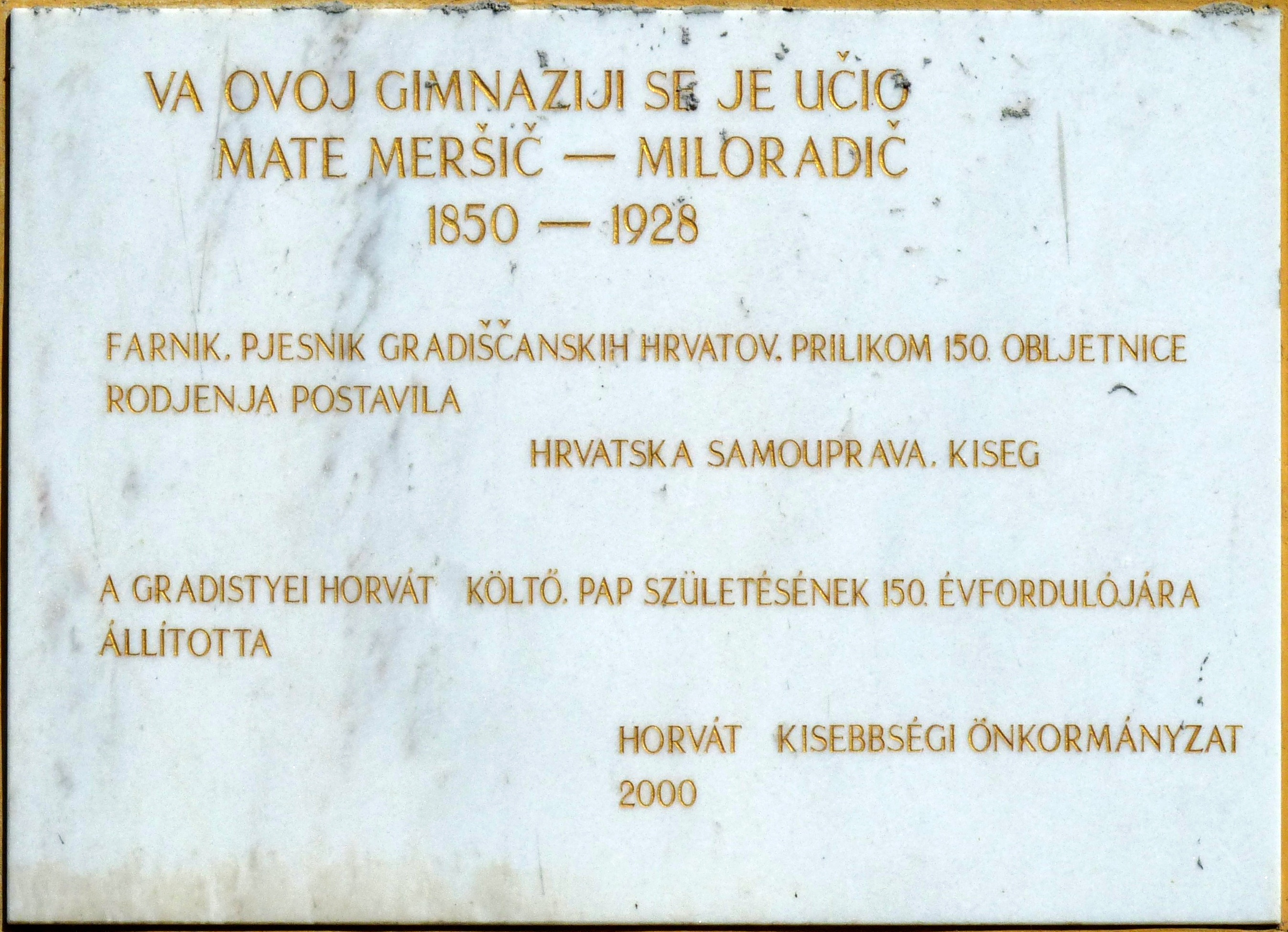
Mate Meršić Miloradić, Rajnis utca 2.
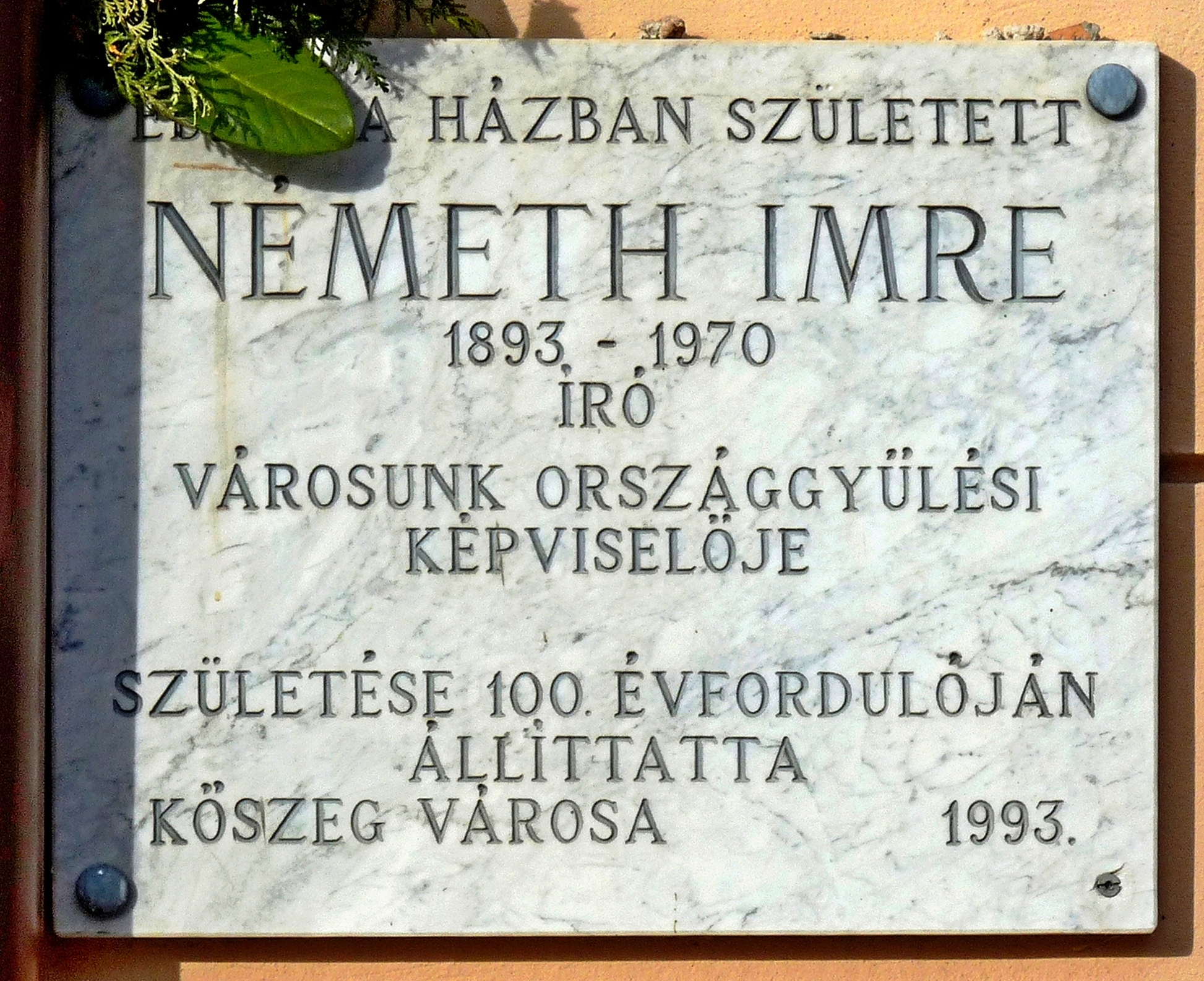
Németh Imre, Fő tér 3.
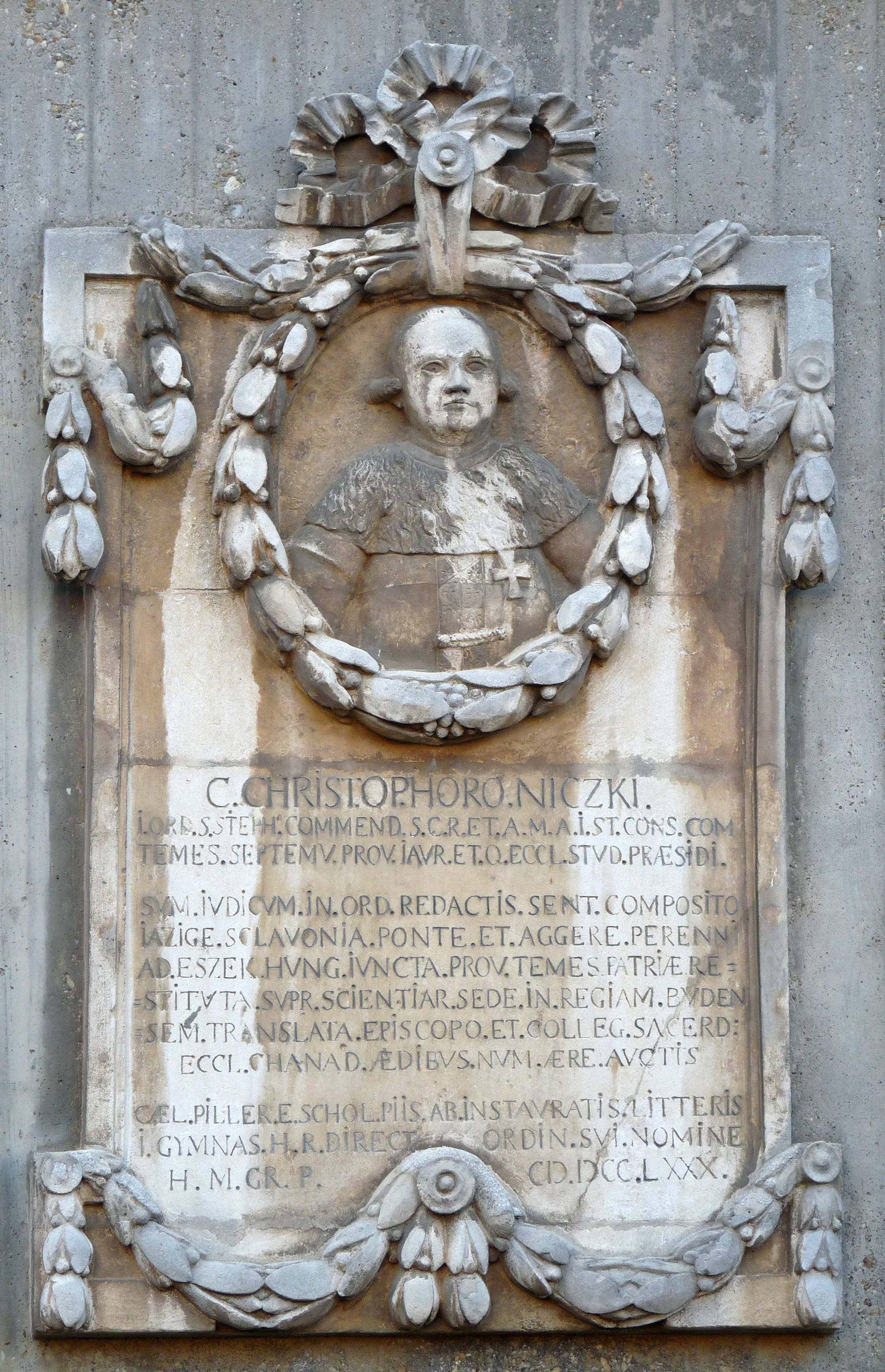
Niczky Kristóf, Schneller István utca
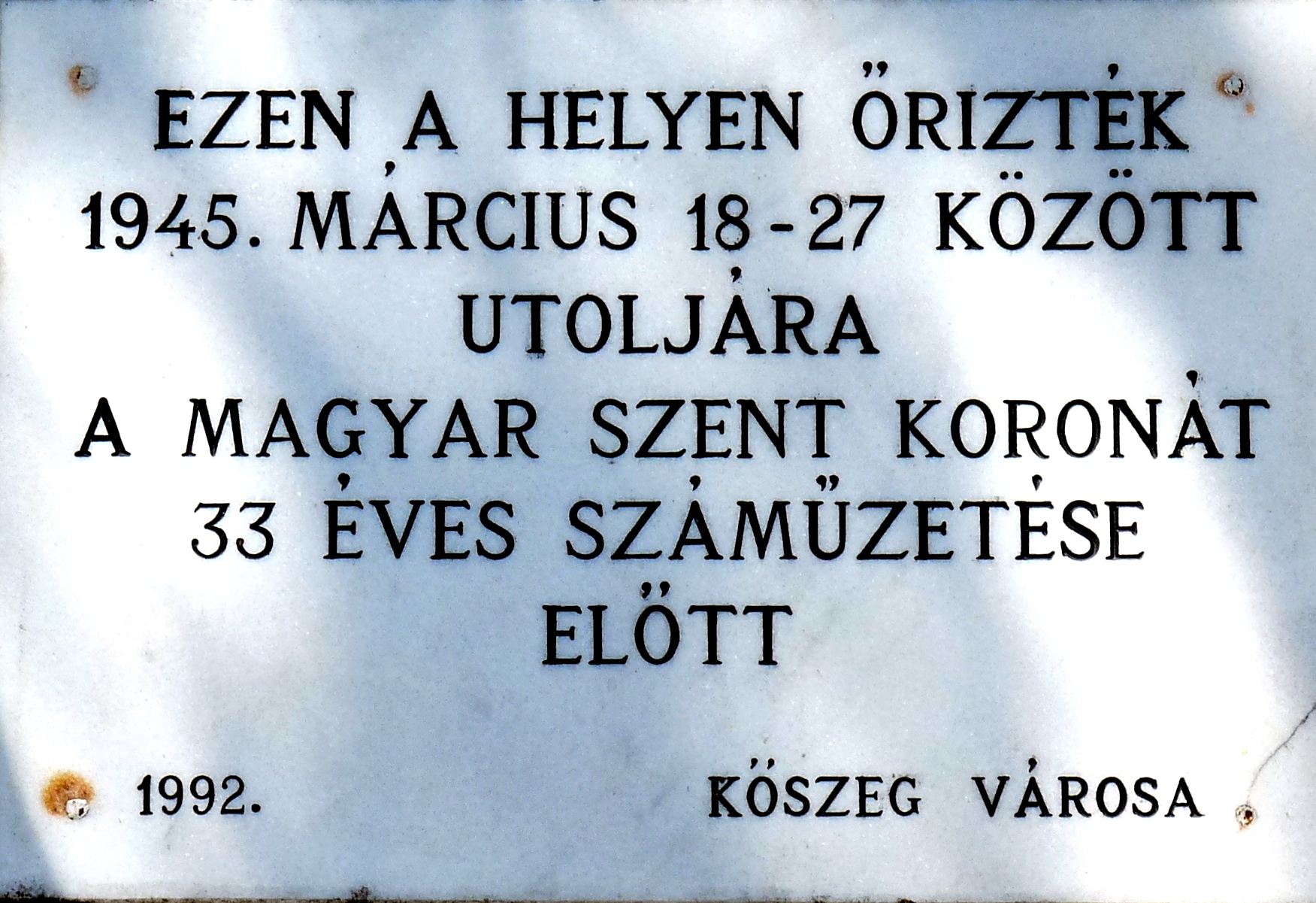
a Szent Korona őrzési helye, Kálvária utca 33.
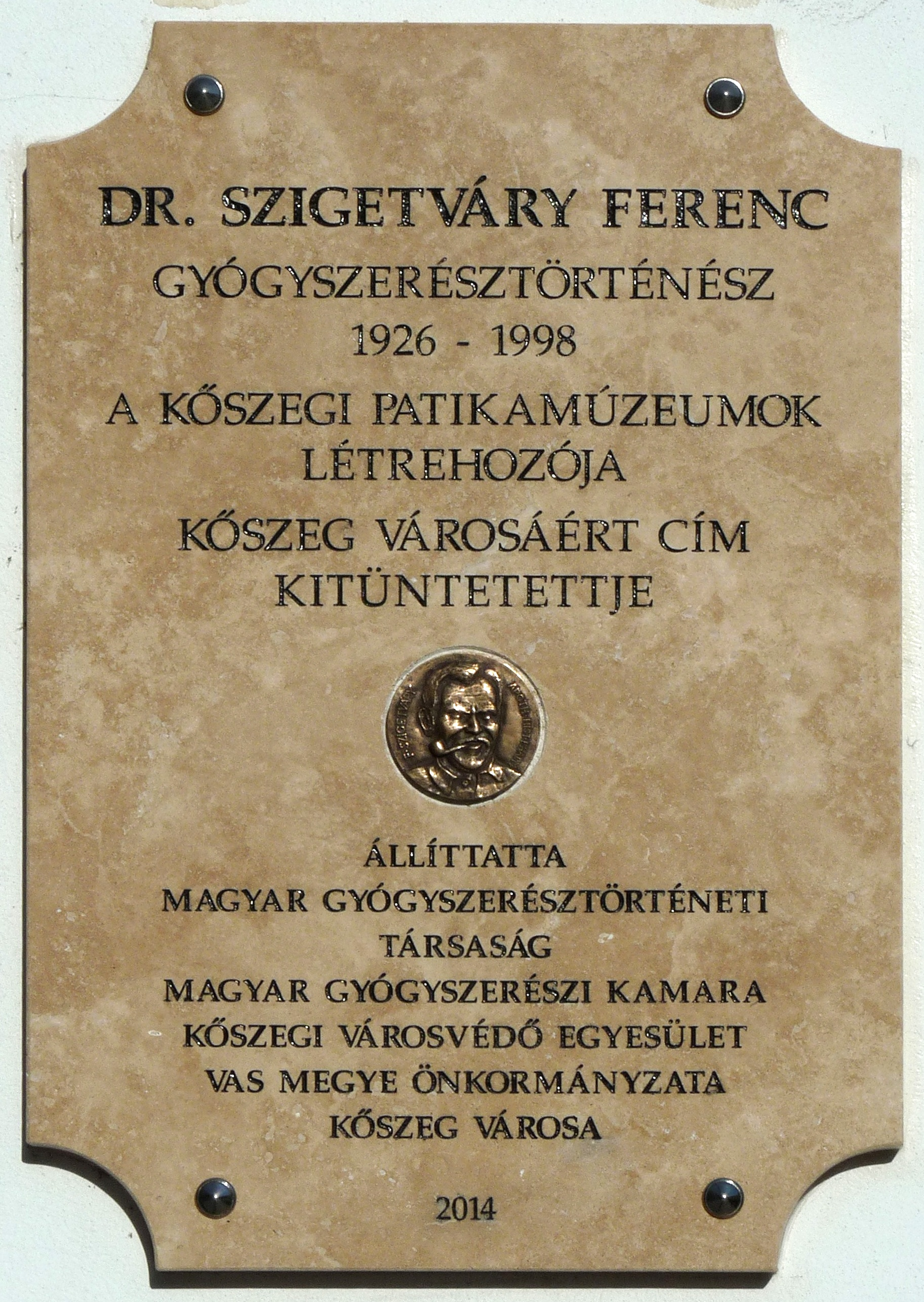
Szigetváry Ferenc, Jurisics tér 11. alkotó: Szigetváry Ferenc

### Botlatókő

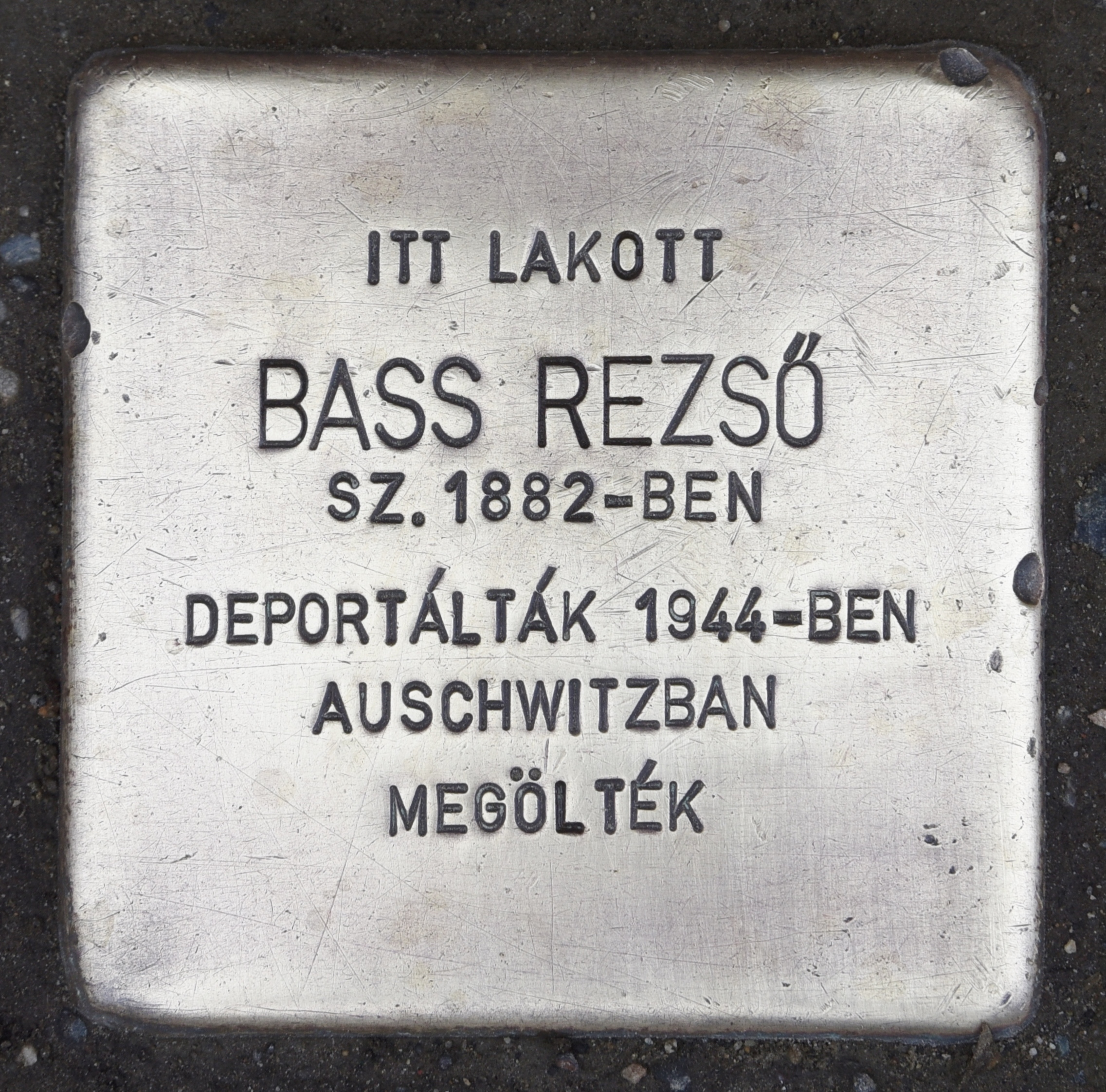
Bass Rezső, Árpád tér 13.

## Utcaindex
| Árpád tér (13.) Bass Rezső Bajcsy-Zsilinszky utca (18.) Kiss János altábornagy Fő tér (3.) Németh Imre Jurisics tér (6.) 1. világháború halottai, 2. világháború halottai, a kőszegi vár ostromának 400. évf. (8.) Faludi Ferenc (11.) Szigetváry Ferenc | Kálvária utca (33.) a Szent Korona őrzési helye Kincs István köz (–) Kincs István Rajnis utca (2.) 2. világháború halottai, Mate Meršić Miloradić Rákóczi Ferenc utca (3.) Küttel Dezső Schneller István utca (–) 300 éves gimnázium, Niczky Kristóf (2.) Liszt Ferenc |